# Kanton Poissy-Nord
Der Kanton Poissy-Nord war von 1967 bis 2015 ein französischer Wahlkreis im Arrondissement Saint-Germain-en-Laye, im Département Yvelines und in der Region Île-de-France; sein Hauptort war Poissy.

## Gemeinden
Der Kanton umfasste den nördlichen Teil der Stadt Poissy (angegeben ist hier die Gesamteinwohnerzahl der Stadt. Im Kanton lebten etwa 26.100 Einwohner) sowie weitere drei Gemeinden:
| Gemeinde              | Einwohner Jahr | Fläche km² | Bevölkerungsdichte | Code INSEE | Postleitzahl |
| --------------------- | -------------- | ---------- | ------------------ | ---------- | ------------ |
| Carrières-sous-Poissy | 15.102 (2013)  | 7,19       | 2100 Einw./km²     | 78123      | 78955        |
| Médan                 | 1.406 (2013)   | 2,85       | 493 Einw./km²      | 78384      | 78670        |
| Poissy                | 37.461 (2013)  | –          | – Einw./km²        | 78498      | 78300        |
| Villennes-sur-Seine   | 5.127 (2013)   | 5,17       | 992 Einw./km²      | 78672      | 78670        |